# Figueira Champions Classic
A Figueira Champions Classic é uma competição de ciclismo portuguesa de um dia criada em 2023 e disputando-se na proximidade da cidade da Figueira da Foz.
Aquando a criação em 2023, a corrida foi integrada no circuito UCI Europe Tour na categoria 1.1. Em 2024 a corrida ascendeu ao circuito UCI ProSeries na categoria 1.pro.

## Palmarés
| Ano  | Vencedor        | Segundo         | Terceiro            |
| ---- | --------------- | --------------- | ------------------- |
| 2023 | Casper Pedersen | Rune Herregodts | Marijn van den Berg |
| 2024 | Remco Evenepoel | Vito Braet      | Simone Velasco      |
| 2025 | António Morgado | Paul Magnier    | Mathias Vacek       |